# Wilhelm II Holenderski
Wilhelm II, właśc.: Wilhelm Fryderyk Jerzy Ludwik Oranje-Nassau, nid.: Willem Frederik George Lodewijk (ur. 6 grudnia 1792 w Hadze, zm. 17 marca 1849 w Tilburgu) – król Holandii, wielki książę Luksemburga i książę Limburgii.

## Życiorys

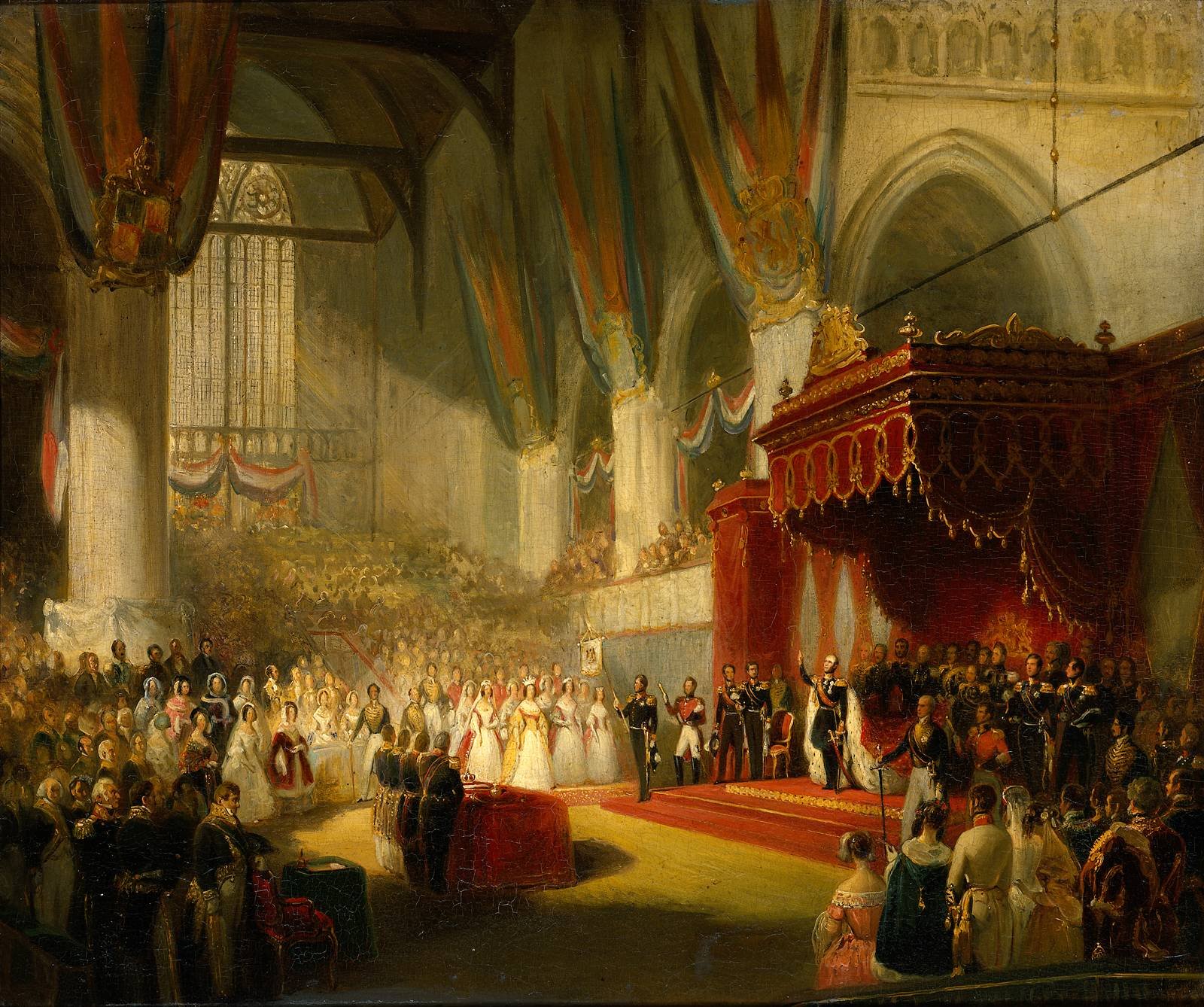
Inauguracja Wilhelma II na obrazie Nicolaasa Pienemana

Był synem króla Wilhelma I i królowej Wilhelminy Pruskiej. Kształcił się w Akademii Wojskowej w Berlinie, a następnie studiował na Oksfordzie. Po zakończeniu studiów służył w armii brytyjskiej. W czasie wojny na Półwyspie Iberyjskim służył u boku księcia Wellingtona (1769–1852). Brał udział w walkach z Napoleonem (1769–1821), w bitwie pod Waterloo w 1815 roku, gdzie został ranny. Królem Holandii i wielkim księciem Luksemburga został 7 października 1840 roku.
Wilhelm II miał ambicje autokratyczne, był jednak człowiekiem innego formatu niż Wilhelm I, słabszym, chwiejnym, ulegającym łatwo nastrojom, źle znającym się na ludziach. Nie był pracowity, nie posiadał talentów organizacyjnych ani wiedzy ekonomicznej swego ojca.
Po wstąpieniu na tron musiał zmierzyć się z licznymi problemami, w tym z pogarszającymi się stale finansami państwa. Konieczne stało się przeprowadzenie reform. Pod wpływem wydarzeń rewolucyjnych 1848 roku król Wilhelm po konsultacjach z premierem Johanem Rudolfem Thorbecke (1798–1872) zgodził się na ogłoszenie konstytucji na wzór już istniejących w innych monarchiach europejskich. Nowa konstytucja została proklamowana 3 listopada 1848 roku.
Za panowania Wilhelma II nastąpiło ożywienie w dziedzinie architektury. Choć większość inwestycji powstała pod koniec XIX wieku, to za rządów Wilhelma budowano liczne kościoły i pałace. W 1846 roku wybudowano pierwszą w Holandii stację kolejową w Outshoorn. W 1847 roku w mieście Tilburg w Brabancji Północnej, nad Kanałem Wilhelminy, król Wilhelm wybudował pałac.
Wilhelm II uchylił pochodzący z czasów napoleońskich zakaz przyjmowania nowicjuszy do klasztorów. Nosił się także z zamiarem przywrócenia hierarchii katolickiej. Ustąpił pod wpływem kalwińskiej fali protestów.

## Małżeństwo i potomstwo
21 lutego 1816 ożenił się z Wielką Księżną Rosji – Anną Pawłowną Romanowną, siostrą cara Aleksandra I, który zresztą zaaranżował to małżeństwo. Para miała razem pięcioro dzieci:
- Wilhelma Aleksandra Pawła Fryderyka Ludwika, późniejszego króla Wilhelma III (1817–1890),
- Wilhelma Aleksandra Fryderyka Konstantego Mikołaja Michała (1818–1848),
- Wilhelma Fryderyka Henryka (1820–1879), męża najpierw Amalii z Saksonii-Weimaru-Eisenach, a później Marii Pruskiej,
- Wilhelma Aleksandra Fryderyka Ernsta Kazimierza (1822),
- Wilhelminę Marię Zofię Ludwikę (1824–1897), żonę Karola Aleksandra, Wielkiego Księcia Saksonii-Weimaru-Eisenach.

## Genealogia
| Prapradziadkowie                                                             | Jan Wilhelm Friso (1684-1711) ∞1709 Maria Luiza z Hesji-Kassel (1688-1765)                             | król Wielkiej Brytanii Jerzy II Hanowerski (1683-1760) ∞1705 Karolina Hohenzollern (1683-1737)         | król w Prusach Fryderyk Wilhelm I Pruski (1688-1740) ∞1706 Zofia Dorota Hanowerska (1687-1757)         | król w Prusach Fryderyk Wilhelm I Pruski (1688-1740) ∞1706 Zofia Dorota Hanowerska (1687-1757)         | książę Ferdynand Albrecht II z Brunszwiku-Lüneburga (1680-1735) ∞1712 Antonina Amalia z Brunszwiku-Wolfenbüttel (1696-1762) | książę Ferdynand Albrecht II z Brunszwiku-Lüneburga (1680-1735) ∞1712 Antonina Amalia z Brunszwiku-Wolfenbüttel (1696-1762) | landgraf Ludwik VIII z Hesji-Darmstadt (1691-1768) ∞1717 Charlotta z Hanau-Lichtenbergu (1700-1726)          | Christian III Wittelsbach (1674-1735) ∞1719 Karolina Nassau-Saarbrücken (1704-1774)                          |
| Pradziadkowie                                                                | Stadhouder Zjednoczonych Prowincji Wilhelm IV Orański (1711-1751) ∞1734 Anna Hanowerska (1709-1759)    | Stadhouder Zjednoczonych Prowincji Wilhelm IV Orański (1711-1751) ∞1734 Anna Hanowerska (1709-1759)    | August Wilhelm Hohenzollern (1722-1758) ∞1742 Luiza Amelia z Brunszwiku-Wolfenbüttel (1722-1780)       | August Wilhelm Hohenzollern (1722-1758) ∞1742 Luiza Amelia z Brunszwiku-Wolfenbüttel (1722-1780)       | August Wilhelm Hohenzollern (1722-1758) ∞1742 Luiza Amelia z Brunszwiku-Wolfenbüttel (1722-1780)                            | August Wilhelm Hohenzollern (1722-1758) ∞1742 Luiza Amelia z Brunszwiku-Wolfenbüttel (1722-1780)                            | landgraf Ludwik IX Hessen-Darmstadt (1719-1790) ∞1741 Karolina Wittelsbach (1721-1774)                       | landgraf Ludwik IX Hessen-Darmstadt (1719-1790) ∞1741 Karolina Wittelsbach (1721-1774)                       |
| Dziadkowie                                                                   | Stadhouder Zjednoczonych Prowincji Wilhelm V Orański (1748-1806) ∞1767 Wilhelmina Pruska (1751–1820)   | Stadhouder Zjednoczonych Prowincji Wilhelm V Orański (1748-1806) ∞1767 Wilhelmina Pruska (1751–1820)   | Stadhouder Zjednoczonych Prowincji Wilhelm V Orański (1748-1806) ∞1767 Wilhelmina Pruska (1751–1820)   | Stadhouder Zjednoczonych Prowincji Wilhelm V Orański (1748-1806) ∞1767 Wilhelmina Pruska (1751–1820)   | król pruski Fryderyk Wilhelm II Hohenzollern (1744-1797) ∞1769 Fryderyka Luiza z Hesji-Darmstadt (1751-1805)                | król pruski Fryderyk Wilhelm II Hohenzollern (1744-1797) ∞1769 Fryderyka Luiza z Hesji-Darmstadt (1751-1805)                | król pruski Fryderyk Wilhelm II Hohenzollern (1744-1797) ∞1769 Fryderyka Luiza z Hesji-Darmstadt (1751-1805) | król pruski Fryderyk Wilhelm II Hohenzollern (1744-1797) ∞1769 Fryderyka Luiza z Hesji-Darmstadt (1751-1805) |
| Rodzice                                                                      | król Zjednoczonych Niderlandów Wilhelm I Oranje-Nassau (1772-1843) ∞1791 Wilhelmina Pruska (1774–1837) | król Zjednoczonych Niderlandów Wilhelm I Oranje-Nassau (1772-1843) ∞1791 Wilhelmina Pruska (1774–1837) | król Zjednoczonych Niderlandów Wilhelm I Oranje-Nassau (1772-1843) ∞1791 Wilhelmina Pruska (1774–1837) | król Zjednoczonych Niderlandów Wilhelm I Oranje-Nassau (1772-1843) ∞1791 Wilhelmina Pruska (1774–1837) | król Zjednoczonych Niderlandów Wilhelm I Oranje-Nassau (1772-1843) ∞1791 Wilhelmina Pruska (1774–1837)                      | król Zjednoczonych Niderlandów Wilhelm I Oranje-Nassau (1772-1843) ∞1791 Wilhelmina Pruska (1774–1837)                      | król Zjednoczonych Niderlandów Wilhelm I Oranje-Nassau (1772-1843) ∞1791 Wilhelmina Pruska (1774–1837)       | król Zjednoczonych Niderlandów Wilhelm I Oranje-Nassau (1772-1843) ∞1791 Wilhelmina Pruska (1774–1837)       |
| Wilhelm II Holenderski (1792-1849), król Holandii, wielki książę Luksemburga | | | | | | | | |